# Необычный адвокат У Ён У
«Необычный адвокат У Ён У» (кор. 이상한 변호사 우영우, Isanghan byeonhosa uyeongu) — южнокорейский телесериал с Пак Ынбин в главной роли. Премьера состоялась на канале ENA 29 июня 2022 года, новые серии выходят в эфир каждую среду и четверг в 21:00 (корейское время). Он также доступен на Netflix в некоторых регионах.

## Сюжет
Сериал «Необычный адвокат У Ён У» рассказывает историю У Ёну (Пак Ынбин), юриста с синдромом Аспергера, работающей в крупной юридической фирме. Она обладает высоким IQ (164), феноменальной памятью и творческим мышлением, а также низким эмоциональным интеллектом и слабыми социальными навыками.

## В ролях

### Ведущие роли
- Пак Ынбин — У Ёну (кор. 우영우)[4]
  - О Джиюль — У Ёну в детстве[5]

Начинающий адвокат в юридической фирме «Ханбада». Она стала первым юристом с аутистическим расстройством в Корее.
- Кан Тхэо — Ли Джунхо (кор. 이준호)[6]

Сотрудник юридического отдела «Ханбада».
- Кан Гиён — Чон Мёнсок (кор. 정명석)[7]

Старший юрист «Ханбада» и наставник У Ёну.

### Второстепенные роли
- Чон Пэсу — У Гванхо (кор. 우광호)[6]
  - Чан Сонбом — молодой У Гванхо[5]

Отец-одиночка Ёну.
- Пэк Чивон — Хан Сонён (кор. 한선영)[6]

Генеральный директор фирмы «Ханбада».
- Ха Юнгён — Чхве Суён (кор. 최수연)[8]

Однокурсница У Ёну в юридической школе и коллега в «Ханбаде».
- Чу Джонхёк — Квон Мину (кор. 권민우)[9]

Коллега У Ёну в «Ханбаде».
- Чин Гён — Тхэ Суми (кор. 태수미)
  - Чон Ханбит — молодая Тхэ Суми[10]

Генеральный директор юридической фирмы «Тэсан».
- Чу Хёнён — Дон Гурами (кор. 동그라미)[6]

Близкая подруга Ёну.
- Им Сонджэ — Ким Минсик (кор. 김민식)[6]

Владелец паба, в котором работает Гурами.

### Приглашённые актёры
- Кан Эсим — Чхве Ёнран (Эп. 1)[11]

Клиентка «Ханбада», которую обвинили в попытке убийства мужа.
- Ли Догён — Пак Гёсик (Эп. 1)[11]

Муж Чхве Ёнран, который страдает деменцией.
- Син Хаён — Ким Хваён (Эп. 2)[12]

Клиентка «Ханбада».
- Юн Чусан — Ким Чонгу (Эп. 2)[12]

Отец Ким Хваён.
- Мун Санхун — Ким Чонхун (Эп. 3)[13]

Клиент с аутизмом, которого обвинили в убийстве брата.
- Юн Юсон — Чон Гёнхи (Эп. 3)[13]

Мать Ким Чонхуна.
- Сон Киюн — Ким Чинпён (Эп. 3)[13]

Отец Ким Чонхуна.
- Ли Бончон — Ким Санхун (Эп. 3)[14]

Брат Ким Чонхуна.
- Чхве Дэхан — Чан Сончон (Эп. 3)[15]

Адвокат фирмы «Ханбада».
- Чон Сокён — Дон Донсам (Эп. 4)[16]

Отец Дон Гурами.
- Ко Инпом — Дон Дониль (Эп. 4)[16]

Старший брат Дон Донсама.
- Ли Санхи — Дон Дони (Эп. 4)[17]

Второй брат Дон Донсама.
- Ли Сохван — Чинхёк (Эп. 4)[16]

Сосед Дон Донсама.
- Юн Бёнхи — Пэ Сончхоль (Эп. 5)[18]

Руководитель группы исследований и разработок компании Ihwa ATM.
- Ли Сонук — Хван Дуюн (Эп. 5)[19]

Менеджер по продажам банкомата Ihwa.
- Син Хёнчон — О Чинчон (Эп. 5)[20]

Президент компании Geumgang ATM.
- Ким Дохён — Ким Усон (Эп. 5)[21]

Адвокат О Чинчона.
- Ким Хира — Гё Ханшим (Эп. 6)[22]

Клиентка «Ханбада», которая является беженкой из КНДР.
- Ли Киён — Рю Мёнха (Эп. 6, 12)[23][24]

Судья, работающий с делом Гё Хан Шим.
- Лим Сонми — Ли Сонён (Эп. 6)[23]

Жертва в деле Гё Ханшим.
- Со Ёнсам — Квон Бёнгиль (Эп. 6)[23]

Доктор, работающий с делом Гё Хан Шим.
- Нам Чинюок — Ким Чонбон (Эп. 6)[25]

Прокурор, работающий с делом Гё Ханшим.
- Чон Гёсу — Чхве Хансу (Эп. 7, 8)[26]

Глава деревни Содокдун.
- Ким Санбам — Чо Хёну (Эп. 7, 8)[26]

Житель деревни Содокдун.
- Пак Кансоп — Пак Ючин (Эп. 7, 8)[27]

Государственный служащий регионального управления Кёнхэ.
- Ку Кёхван — Бан Гупон (Эп. 9)[28][29]

Командир Детской освободительной армии.
- Ли Вончон — Ян Чониль (Эп. 10)[30]

Подозреваемый в изнасиловании женщины с ограниченными умственными способностями.
- О Хёсу — Син Хёён (Эп. 10)[31]

Женщина с ограниченными умственными способностями.
- Чон Чихо — Юн Джэвон (Эп. 11)[32]

Мужчина, который выиграл в лотерею в казино.
- Хо Донвон — Син Ильсу (Эп. 11)[32]

Знакомый Юн Джэвона, который подает на него в суд.
- Чон Канхи — Пак Соннам (Эп. 11)[32]

Знакомый Син Ильсу, который подает в суд вместе с ним.
- Пак Чиён — Сон Сучи (Эп. 11)[32]

Жена Син Ильсу.
- Со Хёвон — Чхве Дахэ (Эп. 11)[32]

Продавец кофе в казино.
- Чан Вонхёк — Хан Бёнгиль (Эп. 11)[32]

Мальчик на побегушках в казино, нелегальный корейско-китайский иммигрант.
- Ли Бонрён — Рю Джэсук (Эп. 12)[33]

Адвокат, специализирующийся на делах о гендерной дискриминации.
- Ким Хичан — Мун Чончуль (Эп. 12)[24]

Менеджер по персоналу в компании «Mir Life Insurance».
- Ли Чихён — Ким Хёнчон (Эп. 12)[24]

Бывший заместитель управляющего в компании «Mir Life Insurance».
- Ли Мунчон — Ли Чиён (Эп. 12)[34]

Бывший ассистент менеджера в компании «Mir Life Insurance».
- Ли Чимин — Чхве Ёнхи (Эп. 12)[24]

Сотрудник компании «Mir Life Insurance».
- Ли Юнчи[35]
- Ли Юнджи — Чхве Джису (Эп. 13 - 14, 16)

Бывшая жена Чон Мёнсока.
- Юн Наму — Чоннам (Эп. 13)[36]

Шурин Ли Джун Хо.
- Сон Юнтхэ — Ким Юнбок (Эп. 13)

Клиента Ханбады.
- Хёр Хёнхо — Губернатор храма Хванджиса (Эп. 13)[36]
- Ким Гунхо — Сборщик вступительных взносов Хванджиса (Эп. 13)[37]
- Ли Кисоп — Ли Соджон (Эп. 14)[38]

Законный представитель Хванджиса.
- Ким Джухон — Пэ Инчхоль (Эп. 15-16)[39]

Основатель и генеральный директор Раона.
- Рю Гёнхван — Ким Чханхон (Эп. 15-16)[40]

Сооснователь и согенеральный директор Раона.
- Хан Самён — Чхве Джинпё (Эп. 15)[41]

Лидер команды в Раоне.
- Пак Джинён — судья, рассматривающий дело Раона (Эп. 15)[41]
- Хам Тхэин — сотрудник компании Тэсан (Эп. 16)[42]
- Чхве Хёнджин — Чхве Санхён (Эп. 15-16)[43]

Сын Тэ Суми.

## Список серий
| № общий | № в сезоне | Название                                                                        | Дата премьеры   |
| --- | ---------- | ------------------------------------------------------------------------------- | --------------- |
| 1 | 1          | «Необычный адвокат У Ён У» «кор. 이상한 변호사 우영우»                          | 29 июня 2022    |
| Для каждого родителя наступает день, когда он задается вопросом, особенный ли его ребёнок. Для отца У Ёну этот день наступил 17 ноября 2000 года. У Ёну не разговаривала, хотя ей было уже 5 лет. Врач посоветовал отцу понаблюдать за девочкой и выдвинул версию, что у нее аутизм. Когда У Ёну стала свидетел драки её отца, она вдруг заговорила, озвучив какое наказание ждет за избиение человека. Тогда отец понял, что его дочь наизусть знает содержимое из книги «Уголовное дело». У Ёну начинает учить право. Первым делом У Ёну стало дело пожилой пары, где жену обвиняют в нападении на мужа. |            |                                                                                 |                 |
| 2 | 2          | «Свадебное платье, которое соскользнуло» «кор. 흘러내린 웨딩드레스»             | 30 июня 2022    |
| Отец невесты подает в суд на отель из-за свадьбы, которая закончилась унизительной катастрофой. Ли Джунхо просит Ёну поделиться своими фактами о китах за обедом. У Ёну сама прекращает говорить о китах, чему ее отец очень удивляется. Ёну признает, что теперь у нее есть с кем говорить о китах, и она не будет вести беседы об это с теми, кому неинтересно. Но клиент хочет получить компенсацию от отеля за испорченную свадьбу, на которой с невесты слетело платье. Ёну стала подозревать, что госпожа Ким не любит жениха, ведь нет ни одного совместного фото с женихом, а обручальное кольцо лежит на столике, а не пальце. У Ёну и Ли Джунхо отправляются на примерку свадебного платья, чтобы провести свое расследование, и для этого притворяются женихом и невестой. На суде свидетельница сначала говорит, что невеста, возможно, похудела, такое бывает, поэтому платье сползло, но потом признается, что платье госпожи Ким было заменено, поскольку оказалось порвано. По совету У Ёну госпожа Ким отзывает иск и выходит из зала суда с человеком, которого действительно любит. |            |                                                                                 |                 |
| 3 | 3          | «Это Пэнсу» «кор. 펭수로 하겠습니다»                                            | 6 июля 2022     |
| Трагедия вокруг двух братьев заставляет семью столкнуться с трудной правдой. Янг-Ву пытается преодолеть разрыв в общении с клиентом. У подзащитного, который избил своего брата, аутизм, и это дело дают У Ёну. Родители понятия не имеют, что произошло. У Ёну не удается наладить контакт с подзащитным, и она спрашивает совета у своего отца, ведь у него есть опыт общения с аутистом. Ким Сан Хун хотел убить себя, предполагает У Ёну. Но мать не верит, что ее сын хотел покончить с собой. Позже Ёну и Ли Джунхо находят дневник погибшего, из которого узнают, что попытки самоубийства уже были. Ким Санхун писал, что его брат следит за ним, хоть и не понимал, что такое смерть, но беспокоился о старшем брате и не спал по ночам. |            |                                                                                 |                 |
| 4 | 4          | «Вражда трех братьев» «кор. 삼형제의 난»                                        | 7 июля 2022     |
| Гурами обращается за юридической консультацией к Ёну, когда ее отец по незнанию соглашается взять на себя огромный долг. Квон Мину обижен. У Ёну подает заявление на увольнение. У Ёну вспоминает, как познакомилась с Гурами, сейчас они подруги. Гурами сейчас нуждается в помощи У Ёну. Дяди Гурами заставили ее отца подписать документы, согласно которым им достается больше наследства, чем положено. У Ёну говорит, что в данной ситуации имеет место мошенничество, скрытие правды. Но Ёну отказывает вести дело, ведь она отказалась от рыботы адвокатом. Ра Ми по совету У Ёну обращается к Чон Мин Соку, но позже звонит и говорит, что отказывается от дела. Мин Сок перебивает, чтобы сказать, что не отказался, а просто мало шансов выиграть дело. Ли Джунхо скучает по обедам с У Ёну. Суд требует от отца Ра Ми доказательства того, что старшие братья заставили его подписать документы о наследовании. На следующее заседание Гурами и ее отец приходят побитыми, говоря, что с ними это сделали ответчики. Ли Джунхо делает У Ёну сюрприз, он приводит ее в конференц-зал, где висит большое изображение кита. У Ёну возвращается обратно на работу. |            |                                                                                 |                 |
| 5 | 5          | «Wild Card VS Tactician» «кор. 우당탕탕 VS 권모술수»                            | 13 июля 2023    |
| Битва за авторские права между двумя банкоматными компаниями разжигает соперничество между Ёну и Мину. Гурами учит Ёну распознавать ложи. У Ёну признается Джунхо, что ей постоянно приходится прилагать усилия, чтобы не быть обманутой. Неожиданно У Ёну спрашивает у Джунхо, нравится ли она Джунхо. Джунхо тактично ушёл от ответа. В Ханбада всё ещё есть люди, которые не видят Ёну в позитивном свете, и один из них — её коллега по работе Квон Мину. В конечном счете Ёну винит себя в том, что помогла тем, кого должна была остановить в деле с банкоматными компаниями. |            |                                                                                 |                 |
| 6 | 6          | «Если бы я была китом…» «кор. 내가 고래였다면.»                                 | 14 июля 2022    |
| Ёну присоединяется к Чхве Суён в ее миссии по воссоединению матери с дочерью. Они изучают все возможности, чтобы сократить четырехлетний срок. Ха Ён девочка. Мать беженка из Северной Кореи оставляет свою дочь Ха Ён временно в приюте, но обещает вернуться за ней. После чего отправляется в полицию. Хен Шин и Ким Чон Хи требовали деньги от Ли Суён. Их обвинили в избиении этой женщины. Хен Шин думает, что отсидит 4 года, как Ким Чонхи, и просит адвокатов Ханбада, чтобы ей хотя бы раз привели Ха Ен повидаться. У Ёну намерена сделать так, чтобы Хен шин получила условный срок. Адвокаты Ханбада хотят встретиться с адвокатом Ким Чон, чтобы узнать, может что-то было упущено в деле, которое он вёл 5 лет назад. Адвокаты ищут квартиру Ли Су Ён и, придя по адресу, застают избиение. Соседка вызвала полицию. Госпожа Су Ён приходит в суд с покалеченным лицом. Но не сдала своего мужа, который ее избил. Как и не признался врач, негативно относящийся к беженцам из Северной Кореи, что травмы мог нанести муж потерпевшей. Приговор для Хен Шин так или иначе оказался смягчен. |            |                                                                                 |                 |
| 7 | 7          | «Сказка о Содок-дон I» «кор. 소덕동 이야기 I»                                   | 20 июля 2022    |
| Жители небольшого городка подают коллективный иск о прекращении строительства трассы. Юридическая фирма Hanbada противостоит своему крупнейшему конкуренту. С жителями небольшого городка не могут договориться о строительстве дороги. Клиенты, чьё дело взять не решаются, показывают Садок дон адвокатам, чтобы они могли принять решение. Документы материалов по делу нереально много. Коллега говорит У Ёну, что она нравится Джунхо. Ёну говорит, что это вряд ли, ведь он избегал вопросов по данному вопросу. А он тебе нравится? — спрашивает коллега. Это непросто полюбить меня, — отвечает У Ёну. У Ёну восхищается адвокатом Тхэ Суми с противоположной стороны. Отец в недоумении, когда видит, что Ён У интересуется этой женщиной. Пока ведётся дело, жители Садок дона не могут препятствовать строительству. Выясняется, что У Ёну внебрачная дочь Тхэ Суми. Отец признается, что знает директора Ханбада и благодаря ей устроил У Ену на работу. |            |                                                                                 |                 |
| 8 | 8          | «Сказка о Содок-дон II» «кор. 소덕동 이야기 II»                                 | 21 июля 2022    |
| Юридическая фирма Taesan всегда на шаг впереди юридической фирмы Hanbada, поскольку условия складываются в их пользу. Тхэ Суми делает предложение Ён У. У Ёну ночевала у подруги Гурами после ссоры с отцом. У Ёну намерена съехать от него, потому что она уже взрослая. Анонимный пост написали про У Ёну о том, что она несправедливо устроилась благодаря связям. Коллега вступается за неё, говоря при всех, что Ёну никуда не брали из-за её диагноза, что действительно не справедливо, а не то, как она попала в Ханбада. Тхэ Суми подошла к Ён У и сказала, что помнит её по делу о слетевшим платье. Она намекает, что юрфирма Тэсан подошла бы ей больше. Ёну уходит из дома и говорит отцу, что она собирается работать в Тэсан, поскольку её пригласила Тхэ Суми. Отец пытается отговорить ее и признается, что Тхэ Суми — женщина, которая родила Ёну. После услышанной информации Ёну упала с лестницы и оказалась в больнице. Оказалось, что Ёну и раньше знала, что её мама на самом деле не умерла. Об этом кричала её бабушка, когда напивалась. В прошлом отец Ёну, У Кванху, умолял Суми, чтобы она родила ребёнка и оставил его ему. Суми согласилась родить. После очередного «просветления» У Ёну звонит адвокату Чон в 3.10 утра. Она считает, что в деле есть политическая причина. Но разговор, конечно, откладывается. У Ёну сообщает своей биологической матери Тхэ Суми, что она узнала, что она мать, поэтому не хочет бросать папу и присоединяться к Тэсан. А также говорит, что Дерево Садок дона будет объявлено памятником природы. Суми спрашивает, обижена ли У Ёну на то, что она сделала? Было хорошо, когда мы вместе смотрели на дерево, на вершине холма Садок дона. Я хотела встретиться с вами хотя бы раз. Было приятно встретить вас. — ответила У Ёну. |            |                                                                                 |                 |
| 9 | 9          | «Крысолов» «кор. 피리부는 사나이»                                               | 27 июля 2022    |
| Самопровозглашенный лидер детского освободительного движения арестован за похищение. Ён-у пытается завоевать расположение Джун-хо.Когда подсудимого Пан Губона, обвиняемого в похищении детей, спрашивают в суде о том, где он работает, то он отвечает, что он главный командир освободительной детской армии. На вопрос где он живет, Губон отвечает, что в детских сердцах. Его мать считает, что он не сможет в тюрьме. Ёну объясняет ей, что Губонаа не могут понять только взрослые. На суде Ёну пытается доказать, что у него нет бредового расстройства. Он человек, который хотел «освободить» детей от высокой учебной нагрузки. В суде Губон смело заявляет, что он не раскаивается и собирается совершить подобное снова. «Похищенных» детей привозят в суд. Подсудимый на суде обращается к взрослым, советует играть с детьми сейчас, потом уже будет слишком поздно. Поздно искать счастья. На суде все увидели взаимоотношения подсудимого и детей. Дети просто хотят играть. Джунхо тоже признается Ёну, что она ему нравится. Нравится так сильно, что аж внутри как будто болит… |            |                                                                                 |                 |
| 10 | 10         | «Можно повременить с держанием за руки» «кор. 손잡기는 다음에»                  | 28 июля 2022    |
| Мужчине грозит тюремный срок за то, что он воспользовался женщиной с инвалидностью. Сверстники Джунхо не одобряют его отношения. Мину вмешивается в жизнь Ёну. У Ёну становится свидетелем незаконного задержания гражданина в метро. Ян Чонъиль. Тогда его арестовывают, но не говорят за что. Полицейский говорит, что он изнасиловал женщину с умственными отклонениями. Ему грозит пожизненный приговор или как минимум 7 лет тюрьмы. Он уверяет, что он и Хиён любят друг друга. Прокуроры думают, что он использовал госпожу Син. Он влюбился с первого взгляда. Но никто не верит ему, поскольку у жертвы умственное отклонение. Адвокат Чхве тоже поручено вести дело, чтобы смотреть за У Ён, которая хочет верить подсудимому и из-за эмоций может натворить дел. У Ёну предлагает Джунхо узнать друг другу получше, прежде чем стать официальной парой. Чхве узнала, что Чонъиль уже встречался с женщиной с ограниченными возможностями. Хиён предлагает У Ёну тайную встречу. «Потерпевшая» встречается тайно с У Ёну и признается, что написала заявление под давлением матери, которая ненавидит мужчин. У Ёну советует девушке самой признаться на суде, что любит подсудимого. Девушка так и поступила, на суде она призналась, что контакт был по любви. Половой акт не был изнасилованием. Мать Хиён считает, что инвалид не может иметь право на любовь. Так или иначе Чон Иля приговорили к 2 годам тюрьмы. У Ёну и Джунхо поцеловались первый раз. Мать Ён У приходит к У Кванху и предлагает ему и У Ёну уехать. |            |                                                                                 |                 |
| 11 | 11         | «Мистер Соль, Мисс Перец и Адвокат Соевый соус» «кор. 소금군 후추양 간장변호사» | 3 августа 2022  |
| Ёну попадает в затруднительное юридическое положение, когда супружеская пара ищет адвоката, чтобы помочь урегулировать распределение крупного выигрыша в лотерею. У адвокатов Ханбады новый клиент, который договорился с партерами по азартным играм разделись деньги в случае выигрыша и в результате выигрыша так и не получил свою долю. Поскольку билеты были куплены за деньги, полученные за счёт азартных игр, суд может признать дело недействительным. Кроме того, нужны свидетели, которые бы подтвердили договоренность о разделении выигрыша. Отец спрашивает Ёну может ли он что-то сделать для нее, например найти врача, который помог бы ей с её проблемой адаптации. Ёну говорит, что было бы неплохо, если бы был человек, с которым можно было бы посоветоваться в сложных ситуациях. По решению суда, в деле о лотерейном выигрыше, ответчик должен выплатить истцу деньги, о которых они договорились. Истец хотел отблагодарить Ёну деньгами, но она не приняла. Тогда он дал ей в качестве благодарности кимбап, приготовленный его женой в ее заведении. Клиент также спросил если разводиться, то нужно ли делить выигрыш с женой? Ён У говорит, что нет. И теперь она не знает, как помочь Сон Инджи, не разглашая при этом адвокатскую тайну своего клиента. Тогда Ёну решает приехать к Сон Инджи не как адвокат, а как клиент, чтобы купить у нее кимпаб. Когда Ёну и Джунхо приезжают в заведение Сон Инджи, то становятся свидетелями ее ссоры с мужем. Адвокаты необычным способом намекают на обман со стороны мужа. Так или иначе позже он попадает в аварию, а Сон Ин получает все наследство, поскольку они ещё не успели развестись. Тхэ Суми не намерена останавливаться и хочет любыми способами У Ён У в своей фирме Тэсан.                                   |            |                                                                                 |                 |
| 12 | 12         | «Дельфин реки Янцзы» «кор. 양쯔강 돌고래»                                       | 4 августа 2022  |
| Ёну сталкивается с темной стороной Ханбады, работая над иском о незаконном увольнении. Истцы проводят акцию протеста против дискриминации по половой принадлежности перед зданием суда. Адвокат противоположной стороны уверенно меняет ход дела, что заставляет У Ёну, Чон Менсока и Чхве Суён впасть в панику. Кванху спрашивает, есть ли у его дочери отношения, однако У Ёну отрицает, и несмотря на то, что она целовалась с Джунхо, они не обсуждали их отношения. Отец недоволен такой ситуацией. Расстроен и Джунхо, который слышит от У Ёну, что они официально не встречаются, потому что не обсуждали это, хотя он столько для неё сделал. |            |                                                                                 |                 |
| 13 | 13         | «Голубая ночь острова Чеджу I» «кор. 제주도의 푸른밤 I»                         | 10 августа 2022 |
| Храм на острове Чеджу обращается в суд за взимание платы за доступ к местам на острове. Адвокаты Хандаба и друзья У Ёну едут на остров. Джунхо все ещё расстроен из-за того, что У Ёну сказала, что они не встречаются. По дороге на остров Чеджу У Ёну и Джунхо планируют заехать к его сестре и мужу его сестры. Сестра, увидев У Ёну, рассчитывает, что Джунхо не расскажет о своих отношениях родителям, и не женится на этой странной девушке, ведь ему нужно найти девушку, которая сделает его счастливой, а не о которой надо заботиться. Адвокат Чон рассказывает, что был женат, но они развелись, поскольку он все время уделял работой. Во время суда адвокат Чон падает на пол. |            |                                                                                 |                 |
| 14 | 14         | «Голубая ночь острова Чеджу II» «кор. 제주도의 푸른밤 II»                       | 11 августа 2022 |
| Адвокаты Ханбада ищут владельца любимого магазина лапши Мён Сока. Ён У обсуждает со своим отцом отношения с Джунхо и уверена, что он может о ней заботиться, как и ее отец. Но она сомневается в том, тот ли она человек, который может сделать его счастливым и не заставит ли она его чувствовать себя одиноким. После всех размышлений У Ён У сообщает Джунхо, что не думает, что им следует встречаться. У Ёну находит бывшего владельца лапшичной Хенбок, чтобы попросить его приготовить лапшу для Чона, который может умереть от рака желудка. |            |                                                                                 |                 |
| 15 | 15         | «Говорить и делать то, о чем не просили» «кор. 묻지 않은 말, 시키지 않은 일»    | 17 августа 2022 |
| У Ёну неловко видеть Джунхо после расставания, объяснять свой поступок и обсуждать тему отношений ей тоже ни с кем не хочется. Она прибегает к адвокату Чону в больницу перед его операцией и рассказывает о своем беспокойстве, что если с ним что-то случится, то она больше не сможет его увидеть, и У Ён У просит Чон Мек Сока вернуться живым. У адвокатов новое дело, связанное со взломом Раон и утечкой персональных данных. Подозрения падают на Северную Корею. Когда Ён-у сталкивается со своим новым руководителем Чаном, у нее не получается с ним о чем-либо договориться. Тогда адвокат Чон Менсок советует ей достучаться до него через коллег. Джунхо, настояв на разговоре с У Ёну, слышит от нее, что она боится, что он чувствует себя с ней одиноким. |            |                                                                                 |                 |
| 16 | 16         | «Уникальная и своеобразная» «кор. 이상하고 별나지만»                            | 18 августа 2022 |
| Чхве Санхён, сын Тхэ Суми, признается, что это он взломал Раон. Тхэ Суми, которая в данный момент претендует на пост министра, просит сына никому не говорить о том, что он сделал. Адвокат Чон после успешно проведенной операции планирует возобновить отношения с бывшей женой и ради этого уйти из Ханбады. Адвокат Квон сообщает Тхэ Суми, что не смог добиться увольнения У Ёну и хочет остановиться. У Ёну предлагают работу в офисе Тэсан в Америке и зарплату больше в 2 раза, чем в Ханбада. Но У Ёну не планирует никуда уезжать. Санхён, не сумев договориться с матерью, отправляется к У Ёну, чтобы рассказать ей, что он взломал Раон по просьбе Чон Хона, чтобы взбодрить Инчхоля, напомнив ему о духе разработчика. Но в какой-то момент все пошло не по плану, и Инчхоль хотел покончить с собой. На вопрос почему он пришел именно к ней, Санхён ответил — Старшая сестра не станет делать то, что говорит мама. Перед У Ёну теперь стоит дилемма. Восстановить социальную справедливость или остаться верной своей клиенту. |            |                                                                                 |                 |

## Производство
Съемки сериала завершились 14 июля 2022 года.

## Саундтрек
| №   | Название                                           | Автор(ы) | Исполнитель       | Длительность |
| --- | -------------------------------------------------- | -------- | ----------------- | ------------ |
| 1.  | «Brave (용기)»                                     | Но Ёнcим | Ким Чонван (Nell) | 4:22         |
| 2.  | «Beyond My Dreams (상상)»                          | Но Ёнcим | Суну Чона         | 3:05         |
| 3.  | «Better Than Birthday»                             | Но Ёнcим | O3ohn             | 3:46         |
| 4.  | «Tuning In To You (기울이면)»                      | Но Ёнcим | Wonstein          | 3:01         |
| 5.  | «Inevitable (안하기가 쉽지 않아요)»                | Но Ёнcим | Сюзи              | 3:01         |
| 6.  | «The Blue Night of Jeju Island (제주도의 푸른 밤)» |          | Пак Ынбин         | 4:10         |
| 7.  | «Flash»                                            |          | Maytree           | 1:05         |
| 8.  | «Overture»                                         |          | Но Ёнcим          | 5:18         |
| 9.  | «Woo Young-woo, the Same Backwards and Forwards»   |          | Но Ёнcим          | 1:55         |
| 10. | «Prom Dance»                                       |          | Но Ёнcим          | 2:53         |
| 11. | «Revolving Door Invites You to Dance»              |          | Но Ёнcим          | 1:44         |
| 12. | «Dance with the Best Friend»                       |          | Но Ёнcим          | 2:16         |
| 13. | «Growing Pains»                                    |          | Но Ёнcим          | 3:22         |
| 14. | «Young-woo's Heart (It's Hard to Read Your Mind)»  |          | Но Ёнcим          | 2:55         |
| 15. | «Junho Being Brave (Let Me Be Your Hug Chair)»     |          | Но Ёнcим          | 2:19         |
| 16. | «Girl Dad (It Takes Such a Long Time)»             |          | Но Ёнcим          | 1:51         |
| 17. | «Ordinary Attorney»                                |          | Но Ёнcим          | 3:35         |
| 18. | «Spring Sunshine»                                  |          | Но Ёнcим          | 2:02         |
| 19. | «Hackberry»                                        |          | Но Ёнcим          | 2:21         |
| 20. | «From Whale»                                       |          | Но Ёнcим          | 2:32         |
| 21. | «A Whale in a Frame»                               |          | Но Ёнcим          | 2:05         |
| 22. | «Whale Is»                                         |          | Но Ёнcим          | 2:31         |

## Рейтинги
| № серии | Дата показа     | AGB Nielsen  | AGB Nielsen |
| № серии | Дата показа     | Национальный | Сеул        |
| ------- | --------------- | ------------ | ----------- |
| 1       | 29 июня 2022    | 0.948 %      | N/A         |
| 2       | 30 июня 2022    | 1.805 %      | 1.987 %     |
| 3       | 6 июля 2022     | 4.032 %      | 4.369 %     |
| 4       | 7 июля 2022     | 5.190 %      | 5.703 %     |
| 5       | 13 июля 2022    | 9.138 %      | 10.297 %    |
| 6       | 14 июля 2022    | 9.569 %      | 10.364 %    |
| 7       | 20 июля 2022    | 11.690 %     | 12.960 %    |
| 8       | 21 июля 2022    | 13.093 %     | 14.970 %    |
| 9       | 27 июля 2022    | 15.780 %     | 18.078 %    |
| 10      | 28 июля 2022    | 15.157 %     | 17.178 %    |
| 11      | 3 августа 2022  | 14.173 %     | 15.384 %    |
| 12      | 4 августа 2022  | 14.937 %     | 16.253 %    |
| 13      | 10 августа 2022 | 13.515%      | 14.796%     |
| 14      | 11 августа 2022 | 14.646%      | 16.075%     |
| 15      | 17 августа 2022 | 13.779%      | 15.506%     |
| 16      | 18 августа 2022 | 17.534%      | 19.210%     |

## Награды
| Награда                              | Категория                               | Номинант(ы)                                            | Результат | Прим.         |
| ------------------------------------ | --------------------------------------- | ------------------------------------------------------ | --------- | ------------- |
| APAN Star Awards                     | Лучшая актриса второго плана            | Пэк Дживон                                             | Победа    | [ 46 ]        |
| APAN Star Awards                     | Лучший сценарист                        | Мун Дживон                                             | Победа    | [ 47 ]        |
| APAN Star Awards                     | Лучший саундтрек                        | Песня "Настройка на вас" (Tuning in to You) - Wonstein | Номинация | [ 48 ]        |
| APAN Star Awards                     | Награда за высшее мастерство            | Пак Ынбин                                              | Победа    | [ 49 ]        |
| APAN Star Awards                     | Лучшая пара                             | Пак Ынбин и Кан Тхэо                                   | Номинация | [ 48 ]        |
| APAN Star Awards                     | Лучший режиссёр                         | Ю Инсик                                                | Номинация | [ 49 ]        |
| APAN Star Awards                     | Драма года                              | Необычный адвокат У Ён У                               | Номинация | [ 49 ]        |
| APAN Star Awards                     | Популярная актриса                      | Пак Ынбин                                              | Номинация | [ 47 ]        |
| Международный кинофестиваль в Пусане | Лучшая актриса                          | Пак Ынбин                                              | Победа    | [ 50 ] [ 51 ] |
| Международный кинофестиваль в Пусане | Лучшая драма                            | Необычный адвокат У Ён У                               | Победа    | [ 50 ] [ 51 ] |
| Международный кинофестиваль в Пусане | Лучший сценарист                        | Мун Дживон                                             | Номинация | [ 50 ] [ 51 ] |
| Контент, который изменил мир         | Контент против дискриминации            | Необычный адвокат У Ён У                               | Победа    | [ 52 ]        |
| Critics Choice Association           | Восходящая звезда телевидения           | Пак Ынбин                                              | Победа    | [ 53 ] [ 54 ] |
| Выбор телевизионных критиков         | Лучший сериал на иностранном языке      | Необычный адвокат У Ён У                               | Номинация | [ 55 ]        |
| Конкурс рекламодателей Кореи         | Награда программы "Выбор рекламодателя" | Необычный адвокат У Ён У                               | Победа    | [ 56 ]        |
| Korea Drama Awards                   | Лучшая драма                            | Необычный адвокат У Ён У                               | Победа    | [ 57 ]        |
| Korea Drama Awards                   | Гран-при                                | Пак Ынбин                                              | Номинация | [ 58 ]        |
| Korea Drama Awards                   | Награда за глобальное превосходство     | Кан Гиён                                               | Номинация | [ 59 ]        |

## Адаптация
6 июля 2022 года компания AStory объявила, что сериал будет адаптирован в одноименный вебтун. Он будет состоять из 60 эпизодов, нарисованных иллюстратором ХваУмДжо и написанных Ю Илем, и будет доступен на корейском, английском, японском и китайском языках.
14 июля было сообщено, что в настоящее время обсуждается создание американского ремейка.